# جينيبو

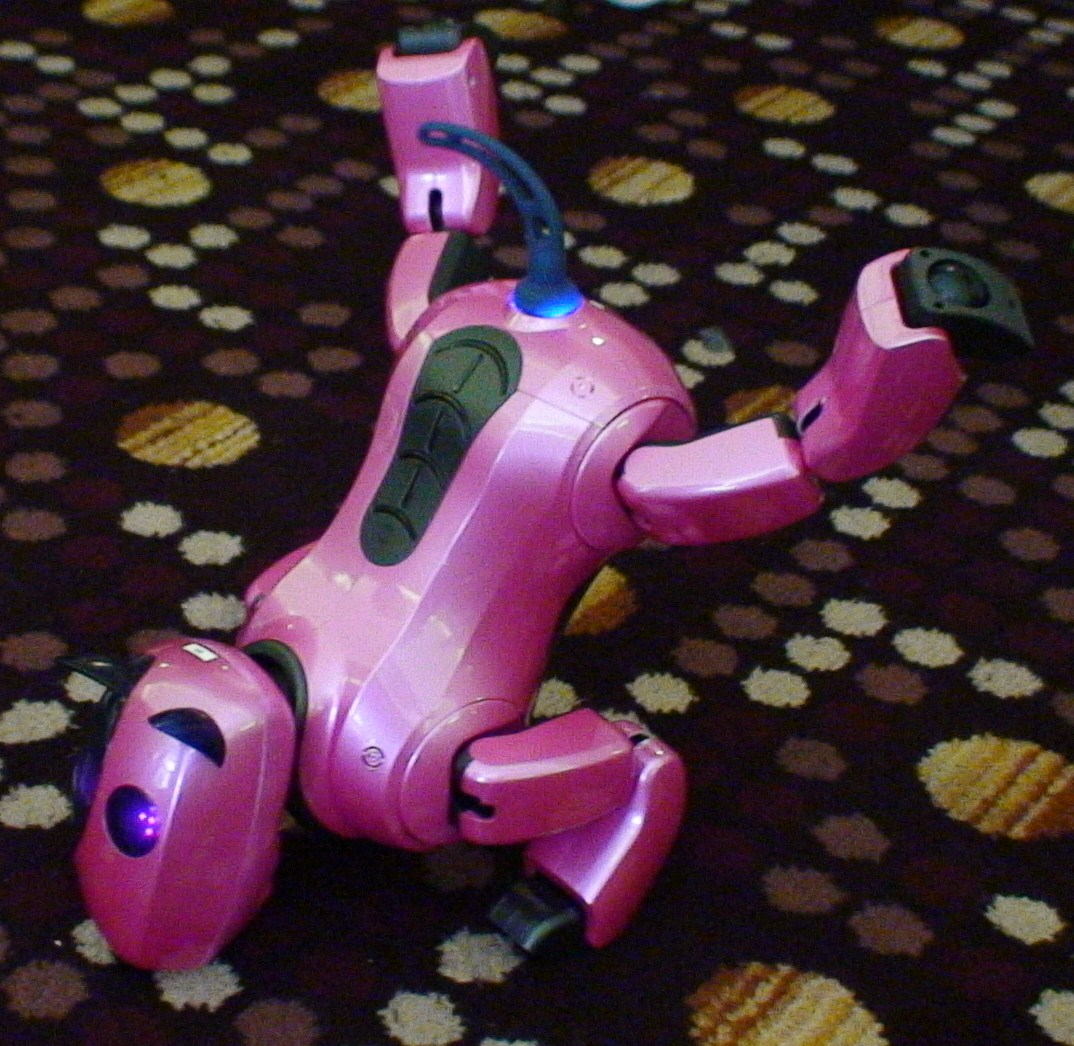
جينيبو يقف على رأسه.

جينيبو، روبوت على صورة كلب من تصميم شركة داسا للروبوتات الكورية.

## جينيبو كيو دي
جينيبو كيو دي، أحد الروبوتات التي تتخذ صورة الحيوانات الأليفة يشبه في التصميم لروبوت إي أر إس 7 الخاص بشركة سوني مع فارق انه تم تصميمه ليكون أكثر شبهاً بالكلب في المظهر والسلوك.
تم تصميم جينيبو ليشبه لعبة بول تيرير، حيث يمكنها تحديد هويتها والمناطق المحيطة بها باستخدام أجهزة الاستشعار والكاميرا والأوامر الصوتية ومشاركة المشاعر مع مالكها. توفر مدخلات الروبوت القدرة على التعبير على العاطفة، والذكاء، والشخصية والمشاعر بتسخير أسلوب مميز من الذكاء الاصطناعي.
يستطيع الروبوت فهم أكثر من 100 أمر صوتي (مثل اجلس، تعال، قف) وابداء رد فعل على المدح أو التأنيب عند استخدام مجسات اللمس الموجودة على كلا من الرأس والظهر والخصر. كما يتغير مزاج الكلب وفقا لتفاعل المستخدم معه فيستطيع التعبير عن السعادة والسرور والحزن والمفاجأة والغضب والضجر والنعاس.
تم توفير برنامج تحكم يسمح بمشاهدة عرض مباشر لما يشاهده الكلب، والتقاط الصور، جعله يرقص أو يتزلج بالإضافة إلى قدرته على تسجيل المذكرات الصوتية وتشغيل الملفات بصيغة إم بي 3 وضبط المنبة.
تم عرض الكلب للمرة الأولى للمختصين في عام 2006، في حين تم عرضه وبيعه للجمهور للمرة الأولى مقابل ما يقرب من 1500 دولار أمريكي.
تميز إصدار 2009  بقدرته على فهم الأوامر الصوتية باللغة الإنجليزية في حين أن الإصدارات السابقة لا تتواصل إلا باللغة الكورية. 

## المواصفات
| المواصفات الفنية                | المواصفات الفنية                                                                         |
| ------------------------------- | ---------------------------------------------------------------------------------------- |
| وحدة المعالجة المركزية          | 32- بت من مجموعة تعليمات بنية الحاسب                                                     |
| البطارية                        | بطارية أيون الليثيوم 7.4 فولت، 2,200 أمبير-ساعة                                          |
| الشاحن                          | 110 - 240 فولت: 50 – 60 هرتز الخرج على 9 فولت، 2.5 أمبير                                 |
| الكاميرا                        | 1.3 ميجا بيكسل، 1280 x 1024                                                              |
| معدل إطار الكاميرا              | 15 fps, Jpeg                                                                             |
| نظام التعرف على الأوامر الصوتية | 100 أمر                                                                                  |
| حساسات لمس                      | الرأس الأنف الظهر الخصرين                                                                |
| أخرى                            | التعرف على الوقت الحقيقي مميال 4 حساسات في اليد 3 ألوان في عدسه العين (31 ليد في كل عين) |
| التواصيل                        | الشبكة المحلية اللاسلكي                                                                  |
| العرض                           | 192 مم                                                                                   |
| الطول                           | 334 مم                                                                                   |
| الإرتفاع                        | 330 مم                                                                                   |
| الوزن                           | 1.6 كجم(شاملة البطارية)                                                                  |

## وصلات خارجية
- الموقع الرسمي- باللغة الإنجليزية.
- الموقع الرسمي- باللغة الكورية.
- الموقع الرسمي- باللغة الألمانية.